# Luci Emili Mamerc
Luci Emili Mamerc (en llatí: Lucius Aemilius Mam. F. Mamercus) va ser un magistrat romà del segle v aC.
Va ser el primer de la família dels "Emilis Mamercs o Mamercins" que va ser elegit cònsol l'any 484 aC amb Ceso Fabi Vibulà i durant el seu consolat va derrotar els volscs i eques segons Titus Livi o va ser derrotat per ells segons Dionís d'Halicarnàs, que també diu que Mamerc va sentir vergonya i no volia entrar a Roma a celebrar els comicis.
Va ser elegit cònsol per segona vegada l'any 478 aC amb Gai Servili Estructe Ahala i va derrotar els habitants de Veïs davant les muralles de la ciutat, fent una gran matança. Poc després va acordar un tractat que el senat va rebutjar per ser massa favorable als derrotats i li va negar els honors del triomf. Va ser encara cònsol per tercera vegada l'any 473 aC amb Vopisc Juli Jul. El 470 aC va donar suport a la llei agrària favorable als plebeus, en venjança perquè el senat romà li havia negat el triomf.